# Nome de Mozart
O compositor austríaco Wolfgang Amadeus Mozart foi conhecido por diferentes nomes ao longo de sua vida. Isto foi em parte resultado das tradições eclesiásticas de sua época, e em parte pelo fato de que o próprio Mozart era multilíngue, e frequentemente adaptava livremente seu nome para outros idiomas.

## Registro Paternal
Mozart foi batizado em 28 de janeiro de 1756, um dia depois de seu nascimento, na Catedral de São Ruperto, em Salzburgo, como Joannes Chrysostomus Wolfgangus Theophilus Mozart. O registro batismal da paróquia da catedral contém apenas a anotação a seguir, escrita em latim pelo capelão da cidade, Leopold Lamprecht. O formato em cinco colunas paralelas do documento original, mostrado na figura, foi transcrito abaixo em cinco parágrafos consecutivos. O material entre colchetes representa adições editoriais feitas por Otto Erich Deutsch, e destinam-se a clarificar alguns pontos.
[Januarius] 28. med[ia hora] 11. merid[iana] baptizatus est : natus pridie äh[ora] 8. vesp[ertina]

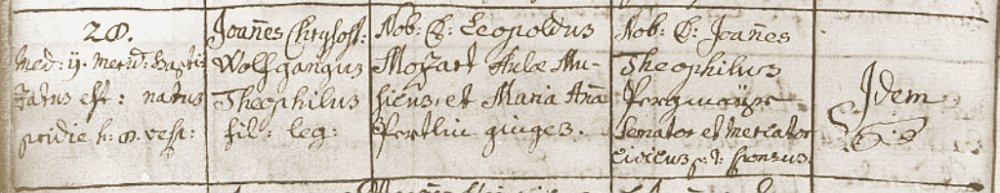
Registro Paternal de Mozart

Joannes Chrysost[omus] Wolfgangus Theophilus fil[ius] leg[itimus]

Nob[ilis] D[ominus] Leopoldus Mozart Aulæ Musicus, et Maria Anna Pertlin giuges

Nob[ilis] D[ominus] Joannes Theophilus Pergmaÿr Senator et Mercator civicus p[ro] t[empore] sponsus

Idem Leopoldus Lamprecht Capellanus Civicus
Os primeiros dois nomes de batismo de Mozart, "Joannes Chrysostomus," representam seu nome de santo, segundo os costumes da Igreja Católica, devido ao fato de seu aniversário, 27 de janeiro, ser o dia de São João Crisóstomo. O documento também registra que Mozart era filho legítimo, e dá o nome de seus pais, listando a ocupação de seu pai Leopold como músico da corte. O primeiro parágrafo indica que o batismo ocorreu às 10h30 da manhã, e que Mozart havia nascido às 8h da noite anterior.
O registro ainda lista os seguintes nomes:
- "Wolfganutas", que é o nome alemão "Wolfgang" adaptado ao latim usado nos registros paroquiais. O compositor usava sempre a forma "Wolfgang", nome de seu avô materno, em contextos germanófonos.
- "Theophilus" vem do grego, e pode ser traduzido como "amante de Deus" ou "amado por Deus". A forma familiar, "Amadeus", é a versão latina deste nome. "Theophilus" era um dos nomes do padrinho de Mozart, o comerciante Joannes Theophilus Pergmayr, cuja presença é registrada no quarto parágrafo.

O pai de Mozart, Leopold, anunciou o nascimento de seu filho numa carta ao editor Johann Jakob Lotter, com as palavras "...o garoto chama-se Joannes Chrisostomus, Wolfgang, Gottlieb" — no alemão: "der Bub heißt Joannes Chrisostomus, Wolfgang, Gottlieb" (sic) — onde "Gottlieb" é outra tradução de "Theophilus", desta vez para o idioma germânico.
O nome de batismo "Joannes Chrysostomus" estava de acordo com o costume católico, porém não foi usado por Mozart em sua vida cotidiana. Os nomes "Joannes" e "Chrysostomus" têm equivalentes alemães, "Johann" e "Chrysostomos" (ou, menos frequente, "Chrystostom"); o Grove Dictionary of Music and Musicians, por exemplo, amplamente utilizado como referência, utiliza estas grafias no cabeçalho de seu artigo sobre o compositor, colocando entre parênteses estes nomes de batismo menos usados : "(Johann Chrystostom) Wolfgang Amadeus Mozart."

## Vida posterior
O musicólogo austríaco Otto Erich Deutsch, que estudou todas as cartas e documentos disponíveis a respeito do compositor, chegou à seguinte conclusão sobre como o compositor chamava a si próprio: "Na Itália, a partir de 1770, Mozart passou a se chamar de 'Wolgango Amadeo' e, a partir de 1777, de 'Wolfgang Amadè'."
O uso de versões do mesmo nome em diversas línguas era razoavelmente comum na época de Mozart. Joseph Haydn adotava as formas "Joseph" (alemão, inglês e francês), "Josef" (alemão) e "Giuseppe" (italiano), e Ludwig van Beethoven, da mesma maneira, publicou suas obras como "Luigi" (italiano) e como "Louis" (francês).
A preferência de Mozart por "Wolfgang Amadè"  pode ser vista em sua certidão de casamento com Constanze Weber, datada de 3 de agosto de 1782, onde a assinatura do compositor é "Wolfgang Amade Mozart". No registro paroquial do matrimônio, datado do dia seguinte, Mozart é chamado de "Herr Wolfgang Adam Mozart", possivelmente um erro provocado por um engano da testemunha de Constanze Mozart, Johann Thorwart, que não conhecia o nome exato de Mozart. O célebre biógrafo do compositor, Maynard Solomon, especulou diversas teorias a respeito deste significado de "Adam", assumindo que ele tenha sido intencional.
A preferência de Mozart por "Amadè" não costumava ser respeitada pelos outros. Frequentemente era chamado ou de "Wolfgang Amadeus" ou de "Wolfgang Gottlieb" por seus interlocutores:
- A única menção feita em documento oficial de Mozart como "Wolfgang Amadeus" durante sua vida foi descoberta em 1998 pelo estudioso do compositor Michael Lorenz, nos registros do governo baixo-austríaco, onde, em maio de 1787, "Mozart Wolfgang Amadeus" fez um pedido de devolução da fiança que havia feito por seu amigo, Franz Jakob Freystädtler.
- No dia de sua morte, o nome de Mozart foi marcado nos registros de óbito da Magistratura de Viena como  "Wolfgang Amadeus". Esta é a primeira fonte a usar postumamente a versão latina de seu nome.
- Numa carta datada de 11 de dezembro de 1791, a viúva de Mozart, Constanze, então em sérios apuros financeiros, pediu para receber uma pensão do imperador (pedido que eventualmente lhe foi concedido). Ela assinou a petição como "Konstantia Mozart, née Weber, viúva do falecido Wolfgang Amadeus Mozart." Funcionários imperiais, em resposta à sua petição, utilizaram o mesmo nome.
- Um concerto beneficente em homenagem à família de Mozart foi realizado em Praga, em 28 de dezembro de 1791, anunciado como "Concerto em memória de Wolfgang Gottlieb Mozart".

## Uso póstumo de Amadeus
O século XIX viu a gradual 'vitória' da grafia "Amadeus" sobre as versões alternativas de seu nome do meio, nas referências ao compositor. Braunbehrens (1988) observou que os primeiros biógrafos de Mozart, ainda no século XVIII, como Friedrich Schlichtegroll e Franz Niemetschek, usavam a forma "Gottlieb". Em 1798, no entanto, a editora Breitkopf & Härtel começou a publicar uma edição (parcial) das Obras Completas de Mozart, que usava "Amadeus". A hegemonia desta forma se iniciou por volta de 1810; o Romantismo, especialmente na forma de E. T. A. Hoffmann, "apropriou-se deste nome para proclamar sua veneração por Mozart." Embora diversos acadêmicos e estudiosos tenham, desde então, usado "Amadè" ou "Gottlieb", "Amadeus" continua a ser de longe o termo mais familiar ao público em geral.

## Nomes espirituosos
Em suas cartas, frequentemente brincalhonas e espirituosas, o jovem Mozart costumava escrever seu nome ao contrário, invertendo os nomes, como em Mozart Wolfgang, ou invertendo a ordem das letras, como em Trazom. Também assinou em três delas como "Wolfgangus Amadeus Mozartus".